# 大地基乡
大地基乡，是中华人民共和国云南省楚雄彝族自治州楚雄市下辖的一个乡镇级行政单位。

## 行政区划
大地基乡下辖以下地区：
大地基村、者力村、腊脚村、水卷槽村、中邑舍村和红卫桥村。